# Альбани, Эмма
Э́мма Альба́ни (фр. Emma Albani, урождённая Мари-Луиз-Сесиль-Эмма Лаженесс, Marie Louise Cécile Emma Lajeunesse) — канадская оперная певица второй половины XIX и начала XX века, сопрано. Солистка театров Ковент-Гарден и Метрополитен-Опера.

## Биография
Мари-Луиз-Сесиль-Эмма Лажёнесс родилась в Шамбли, неподалёку от Монреаля (провинция Канада), в 1847 году (принятая дата; различные источники приводят годы в диапазоне от 1847 до 1852) в семье Жозефа Лаженесса и Мелины Миньо, став вторым ребёнком в семье. Уже к четырём годам мать начала учить её игре на фортепиано. С 1852 по 1856 год семья жила в Платсбурге, а после смерти Мелины перебралась в Монреаль. Уже в сентябре 1856 года Эмма дала в Монреале свой первый публичный концерт как пианистка и певица. С 1858 года она и её сестра Корнелия становятся воспитанницами интерната, где их отец преподавал музыку. Через два года Эмма поёт для принца Уэльского на церемонии открытия моста Виктории в Монреале.

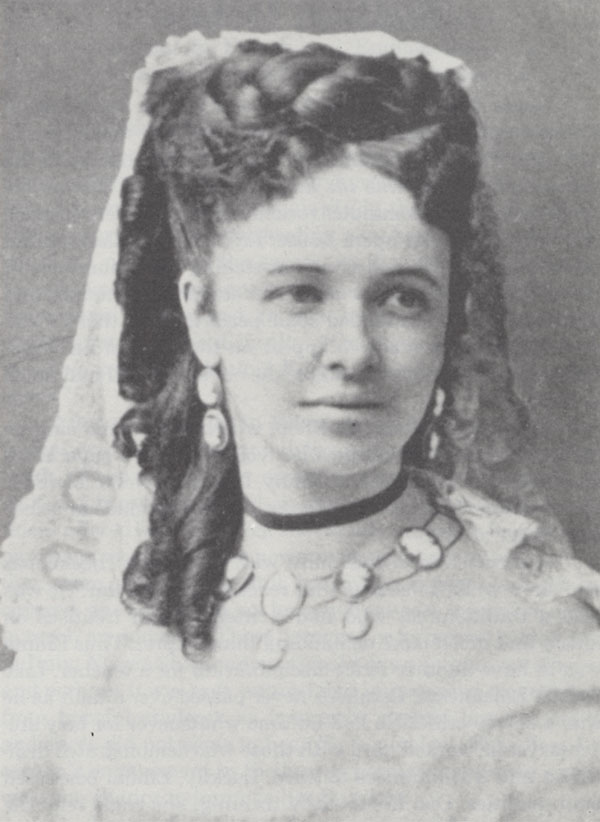
Альбани в роли Амины («Сомнамбула»), 1870

После окончания учёбы сёстры Лаженесс отправляются с отцом в турне по США, давая концерты в разных городах. Семья надолго задержалась в Олбани (штат Нью-Йорк), где Эмма получила место солистки в католической церкви св. Иосифа. На протяжении трёх лет она поёт в церкви, играет на органе и дирижирует церковным хором. В это время она также пишет несколько произведений для фортепиано, арфы и певческого голоса, из которых до настоящего времени дошла только одна пьеса для голоса в сопровождении фортепиано, «O Salutaris». Собрав достаточные средства, в 1868 году она уезжает учиться в Европу. Там она берёт уроки вокала у Жильбера Дюпре и гармонии и игры на органе у Франсуа Бенуа в Париже, а затем у Франческо Ламперти в Милане. Ламперти ей сценический дебют в Мессине, и в конце 1869 и начале 1870 года она 44 раза выступает в местном театре в «Бале-маскараде» (Оскар), «Сомнамбуле» (Амина) и «Алине, королеве Голконды» Доницетти (заглавная роль). К концу этого сезона она берёт в качестве сценического псевдонима имя Альбани. После Мессины её приглашают в Ачиреале, Ченто, Флоренцию и, наконец, на Мальту, где она проводит весь следующий сезон. В её репертуар добавляются партии в операх «Лючия ди Ламмермур», «Риголетто», «Марта», «Севильский цирюльник», «Африканка» и «Роберт-Дьявол». В конце этого сезона её приглашают в состав итальянской оперной труппы Мейплсона при английском дворе.
В июне 1871 года прибывшая в Лондон Альбани по ошибке вместо труппы Мейплсона попала в конкурирующую труппу театра Ковент-Гарден. Импресарио Ковент-Гардена Фредерик Гай сумел предложить ей более выгодные условия, и она подписала с ним контракт. После этого Альбани вернулась к Ламперти разучивать новые партии. К премьере оперы «Миньон» во Флоренции она готовилась с автором произведения, Амбруазом Тома и выступила так успешно, что затем были даны девять представлений за десять дней. В Лондоне она впервые поднялась на сцену в апреле 1872 года и до конца сезона исполнила партии в «Сомнабуле», «Марте», «Риголетто», «Лючии ди Ламмермур» и «Линде ди Шамони». С этого времени до 1896 года Ковент-Гарден почти постоянно оставался основным местом её выступлений.
В 1872 году Альбани выступает на ряде фестивалей в Англии, а также в Париже. На следующий год она даёт гастроли в Санкт-Петербурге и Москве, а в 1874 и 1875 годах совершает турне по США, организованное Максом и Морисом Стракошами, по окончании которого направляется в Венецию, где поёт в «Лючии ди Ламмермур» с Таманьо. В эти годы её репертуар пополняется партиями в операх «Алмазы короны» Обера, «Гамлет» Тома, «Свадьба Фигаро» (партия Розины), «Пуритане» и «Лоэнгрин».

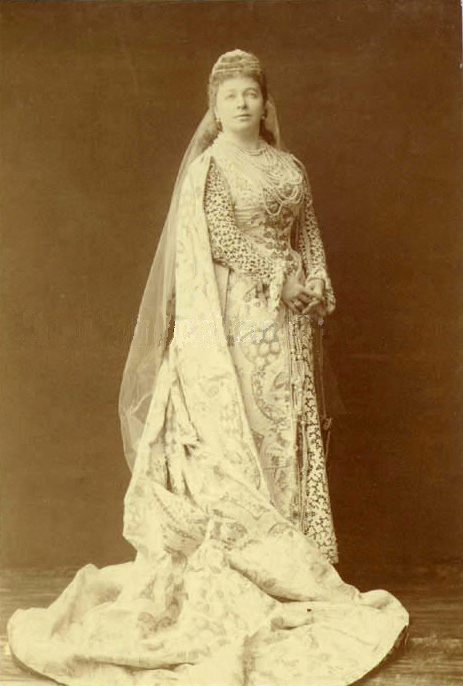
Альбани в роли Дездемоны, ок. 1892

По возвращении в Лондон Альбани выступает в английских премьерах «Лоэнгрина» и «Тангейзера», а затем проводит сезон в Париже, в Théâtre des Italiens. В этом сезоне она поёт для президента Мак-Магона в Елисейском дворце. В следующие два года она поёт партии Сенты в «Летучем голландце» и Виолетты в «Травиате», а также в написанной специально для неё Фридрихом фон Флотовом опере «Alma l’incantatrice».
В августе 1878 года Альбани вышла замуж за Эрнеста Гая, сына Фредерика, недавно сменившего отца на посту директора театра Ковент-Гарден. В 1879 году она родила ему единственного сына, Фредерика Эрнеста (который позднее стал дипломатом и родоначальником большой семьи). В эти и следующие годы, помимо Лондона, она поёт снова в России, затем в Бельгии, Монте-Карло, Берлине (в том числе перед кайзером Вильгельмом, присвоившем ей титул придворной певицы), Бирмингеме, Нью-Йорке и Олбани, после чего снова предпринимает турне по Америке в качестве одной из двух главных звёзд труппы, включавшей также Аделину Патти. В ходе турне она выступает в Торонто и Монреале, впервые за 20 лет вернувшись в Канаду. В её репертуаре в это время появляются партии в операх «Демон» Рубинштейна, «Мефистофель» Бойто, «Сигурд» Рейера, «Ромео и Джульетта» Гуно и его ораториях «Искупление» и «Смерть и жизнь» (последняя была написана специально для неё), в кантате Дворжака «Невеста призрака» и его оратории «Святая Людмила».
В 1886 году Альбани поёт для посетившего Лондон Листа главную партию в его оратории «Легенда о святой Елизавете», удостоившись похвал композитора. За этим следуют турне по Центральной и Северной Европе, а в 1889 и 1890 годах по Канаде и США. В марте 1890 года она впервые поёт на сцене театра «Метрополитен-Опера» (партию Дездемоны в «Отелло»). В «Метрополитен-Опера» она затем проводит весь сезон 1891—92 годов, включавший постановки «Фауста», «Гугенотов», «Дона Жуана» (партия Эльвиры), «Отелло», «Лоэнгрина», «Мейстензингеров» и «Летучего голландца». В 1993—94 годах она снова выступает в Европе, с Сарасате и Падеревским. Она открыла сезон 1895 года в Ковент-Гардене в роли Дездемоны (Отелло — Франческо Таманьо, Яго — Виктор Морель), а в 1896 году, в свой заключительный сезон в этом театре, триумфально выступила в «Тристане и Изольде» с братьями де Решке. В этом же сезоне она в первый и последний раз пела донну Анну в «Доне Жуане».

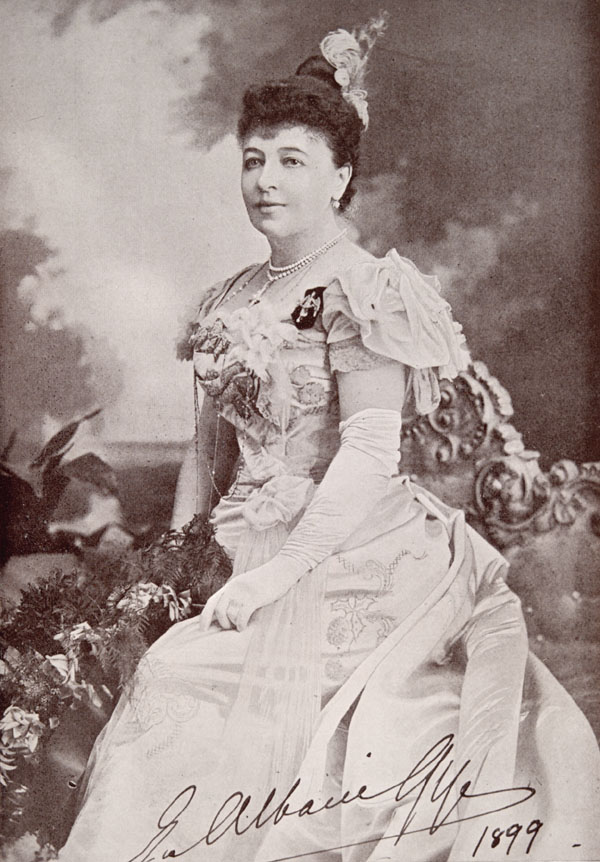
Портрет 1899 года

Распрощавшись с Лондоном, Альбани отправляется в трансконтинентальное турне по Канаде, а оттуда в Южную Африку, Австралию, Новую Зеландию, Индию и Цейлон. В 1901 году её пригласили петь на похоронах королевы Виктории. В 1911 году в Альберт-холле она даёт свой последний публичный концерт и уходит на покой. В этом же году выходит книга её мемуаров «Forty Years of Song».
В дальнейшем Альбани и её муж столкнулись с финансовыми трудностями, что заставило её заняться преподаванием и выступать в мюзик-холлах. Просьба о денежной помощи была отклонена правительствами Канады и Квебека, а британское правительство выделило ей ежегодную пенсию в размере ста фунтов стерлингов. В 1925 году, уже после смерти её мужа, для Альбани были организованы благотворительные концерты, сначала в Ковент-Гардене, при участии Мелбы, Эдуарда Элгара и канадской певицы-сопрано Сары Фишер, а затем в Монреале, где были собраны четыре тысячи долларов, позволившие Альбани избежать нужды в последние годы жизни. Она скончалась в своей постели в 1930 году и была похоронена в Бромптоне, рядом с мужем.

## Отзывы
Эмма Альбани была первой оперной певицей, ставшей звездой мировой величины. В течение её карьеры она многократно удостаивалась восторженных отзывов критиков. В 1886 году её называли «однозначно лучшей и наиболее важной певицей Ковент-Гардена в отсутствие Патти», а десять лет спустя критик Герман Клейн писал в «Sunday Times» о дуэте во втором акте «Тристана и Изольды» с её участием:

Никогда прежде в Ковент-Гардене восхитительная красота этой любовной сцены не была раскрыта с такой полнотой. Слушать идеально точное исполнение такой сложной музыки само по себе было удовольствием на грани откровения.Оригинальный текст (англ.)Never before at Covent Garden has the wondrous beauty of this scène d'amour been so totally realized. To hear the difficult music sung perfectly in tune was alone a treat that was well-nigh a revelation.
Альбани удостаивалась лестных отзывов от Листа, фон Бюлова, Ханса Рихтера и Гуно, называвшего её интерпретацию его музыки «великой». В то же время Бернард Шоу считал, что её исполнение слишком просчитанное и упрекал её в недостатке спонтанности.

## Прижизненное и посмертное признание
В 1898 году Альбани была удостоена золотой медали Королевского филармонического общества, известной также как Бетховенская медаль. В 1925 году Георг V произвёл её в дамы-командоры Ордена Британской империи. В годы её карьеры ей посвящались стихи и музыкальные произведения.
В 1939 году на доме в Шамбли, где родилась Альбани, была установлена мемориальная доска, в 1977 году заменённая на стелу с описанием её карьеры. Имя Альбани носили две улицы в Монреале (в 1930-е и начиная с 1969 года). В 1980 году была выпущена почтовая марка с её портретом, а в 1992 году в Монреале состоялась премьера пьесы «Le Pays dans la Gorge», главной героиней которой является Альбани. Английская версия пьесы была поставлена в Торонто два года спустя, а в 1998 году по пьесе был снят фильм.